# Kirschgarten (Altenhaina)
Kirschgarten ist eine kleine Siedlung in der Gemarkung Altenhaina und somit Teil der Gemeinde Haina (Kloster) im nordhessischen Landkreis Waldeck-Frankenberg.  Es liegt etwa 1 Kilometer südlich von Altenhaina, an der Schweinfe, zwischen Altenhaina und Halgehausen an der Einmündung der Kreisstraße 104 von Haina in die K 101.
Die Siedlung ist im Jahre 1214 als „Kürsgarten“ erwähnt und gehörte damals zum Amt Löhlbach.  Um 1400 ist sie als zum Amt Buntstruth gehörig beurkundet.
Im Jahre 1806 stellte der Pfarrer von Löhlbach eine Seelenliste seines Kirchspiels auf und registrierte dabei in Kirschgarten:

„5 Männer, 2 Witwer, 10 Söhne, 5 Weiber, 10 Töchter, 10 Pferde, 1 Fohlen, 11 Kühe, 7 Jungvieh, 106 Schafe, 11 Schweine“

Die Wasserversorgung der Stadt Gemünden und der Dörfer Altenhaina, Halgehausen, Bockendorf, Sehlen und Grüsen beruht auf der 1910/11 durch den Wasserzweckverband Gemünden-Bunstruth gebauten Wasserleitung von der Kirschgartenquelle nach Gemünden und der 1967 gebauten Pumpstation in Kirschgarten.